# Алви, Мониза
Мониза Алви (англ. Moniza Alvi; род. 2 февраля 1954, Лахор) — пакистано-британская поэтесса и писательница, литературный критик. Лауреат нескольких престижных литературных премий. Член Королевского литературного общества с 2023 года.

## Биография
Мониза Алви родилась в Лахоре в семье пакистанца и британки. Её семья переехала в Англию, когда девочке было несколько месяцев. Она не возвращалась в Пакистан до тех пор, пока не была опубликована одна из её первых книг стихов — «Страна у моего плеча». Несколько лет она проработала учителем средней школы, но в настоящее время трудится писателем-фрилансером и репетитором и живёт в Норфолке.
Произведения Алви включены в обязательную школьную программу Великобритании.

## Восприятие
Как отмечает Саша Дагдейл, «поэзия Монизы Алви сформировалась под влиянием переживаний, основным содержанием которых стало осознание поэтом своего смешанного культурного багажа и жизнь в отрыве от родины».
По мнению Рут Пэйдел, «ёе голос сдержанный, уклончивый, сюрреалистический, сострадательный и оригинальный. Она обладает уникальным пониманием расколов, как эмоциональных, так и культурных».